# Tranzitul lui Mercur din 9 mai 2016

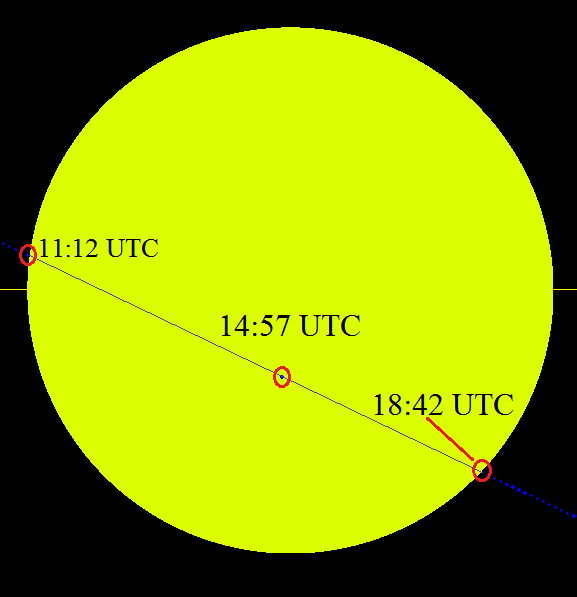
Drumul lui Mercur peste discul Soarelui, la 9 mai 2016

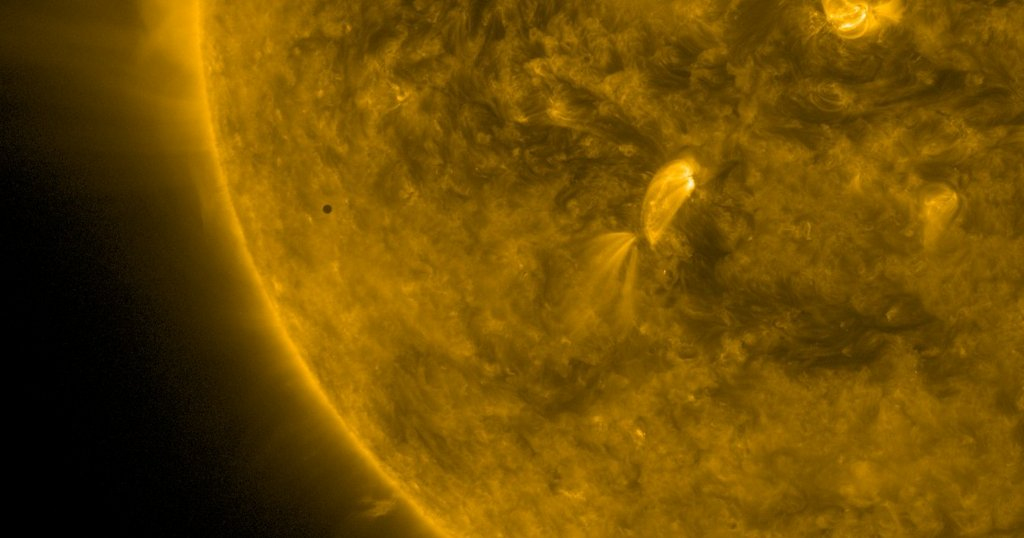
Tranzitul lui Mercur din 9 mai 2016 văzut de SDO

Tranzitul lui Mercur din 9 mai 2016 a fost un fenomen astronomic în care planeta Mercur, care a apărut ca un mic disc negru, a trecut / a tranzitat prin fața discului Soarelui..

## Descriere
Fenomenul astronomic s-a produs la 9 mai 2016 și a fost observabil în totalitate din America de Sud, din estul Americii de Nord, Oceanul Atlantic și din Europa Occidentală. În tot restul lumii tranzitul a fost observabil parțial, inclusiv din România, cu excepția Australiei și a Asiei Orientale.
Începutul tranzitului a avut loc la ora 11:12 UTC, mijlocul la ora 14:57 UTC, iar sfârșitul tranzitului s-a produs la ora 18:42 UTC (20:42 TLR+1, cu alte cuvinte la 21:42, ora de vară a României). Din această cauză, sfârșitul tranzitului nu a putut fi urmărit de pe teritoriul României, Soarele apunând la ora 20:35.

## Observarea tranzitului
Planeta Mercur apărut ca un mic disc negru care s-a deplasat peste discul Soarelui, pe o traiectorie aproape dreaptă, în câteva ore. În mod normal tranzitul a putut fi observat și cu ochiul liber, însă pentru siguranță trebuie respectate aceleași reguli de protecție ca și în cazul tuturor eclipselor solare (filtre speciale). 

Atenție! Observarea discului solar fără protecție poate provoca leziuni permanente ochilor sau chiar orbire.

## Tranzituri viitoare
Următoarele tranzituri se vor produce la 11 noiembrie 2019, 13 noiembrie 2032, 7 noiembrie 2039, 7 mai 2049, 9 noiembrie 2052... 